# Verantwortlicher Aktuar
Der Verantwortliche Aktuar eines Versicherers ist ein Aktuar, der in dem Versicherer die dementsprechenden gesetzlichen Aufgaben erfüllt. Hierzu gehört insbesondere die Überwachung der Beitragskalkulation, die Bestimmung der Deckungsrückstellungen und der Überschussbeteiligung. Wegen seiner gesetzlichen Aufgaben hat der Verantwortliche Aktuar eine besondere, gesetzlich geregelte Position im Versicherer. Entsprechende gesetzliche Regelungen gibt es in vielen Ländern, so auch in Deutschland, Österreich und der Schweiz.

## Entstehungsgeschichte
Schon in der Frühzeit der Lebensversicherung beauftragten Versicherer Aktuare freiwillig mit Überwachungsaufgaben, die teilweise denen der heutigen Verantwortlichen Aktuare entsprechen. So sieht der britische Versicherer „Society for Equitable Assurances on Lives and Survivorships“ seit seiner Gründung 1762 eine entsprechende Position vor. Im Jahr 1973 führte Großbritannien erstmals durch das Insurance Companies Act eine solche gesetzlich begründete Position ein, die als „appointed actuary“ bezeichnet wird. Viele, insbesondere angelsächsische Länder wie Kanada, Australien und auch die USA folgten später diesem Modell. Vorrangig besteht hiernach seine Aufgabe zu überwachen, dass die Deckungsrückstellung und andere versicherungstechnische Rückstellungen entsprechend den Vorschriften bestimmt sind. Im Zuge der Harmonisierung des europäischen Versicherungsmarktes im Jahr 1994 wurde auch in vielen anderen europäischen Ländern, so Deutschland, Österreich und der Schweiz durch nationales Recht eine entsprechende Position geschaffen. Im Jahr 2000 teilte Großbritannien die Aufgaben des „appointed actuary“ gesetzlich auf mehrere Positionen auf, um eine voneinander unabhängige Ausübung zu gewährleisten.

## Rechtliche Grundlagen in Deutschland
Nach § 141 Versicherungsaufsichtsgesetz (VAG) hat jedes Lebensversicherungsunternehmen einen „Verantwortlichen Aktuar“ zu bestellen, der zuverlässig und fachlich geeignet sein muss. Fachliche Eignung setzt ausreichende Kenntnisse in der Versicherungsmathematik und Berufserfahrung voraus. Eine ausreichende Berufserfahrung ist regelmäßig anzunehmen, wenn eine mindestens dreijährige Tätigkeit als Versicherungsmathematiker nachgewiesen wird. Wie bedeutsam der Versicherungsaufsicht die Position des Aktuars ist, zeigt der weitere Inhalt der Vorschrift. Der Aktuar muss der Aufsichtsbehörde vor Bestellung benannt werden und wird mit Zustimmung des Aufsichtsrats ernannt und entlassen (§ 141 Abs. 2 und 3 VAG). Die Aufsichtsbehörde kann verlangen, dass ein anderer Verantwortlicher Aktuar benannt oder bestellt wird. Er hat nach § 141 Abs. 5 VAG sicherzustellen, dass bei der Berechnung der Versicherungsprämien und der Deckungsrückstellungen die Grundsätze des § 138 VAG und der aufgrund des § 88 Abs. 3 VAG erlassenen Rechtsverordnungen sowie § 341f HGB (Deckungsrückstellung) eingehalten werden. Dabei muss er die Finanzlage des Unternehmens insbesondere daraufhin überprüfen, ob die dauernde Erfüllbarkeit der sich aus den Versicherungsverträgen ergebenden Verpflichtungen jederzeit gewährleistet ist und das Unternehmen über ausreichende Mittel verfügt.
Die Tätigkeit des Verantwortlichen Aktuars ist jedoch nicht auf Lebensversicherungsunternehmen (einschließlich der Pensions- und Sterbekassen) beschränkt. Nach § 161 und § 162 VAG ist ein Aktuar auch bei der Unfallversicherung mit Prämienrückgewähr sowie der Schaden-/Unfallversicherung mit Rentenleistungen aus Unfall- oder Haftpflichtversicherungen, nach § 156 VAG außerdem in der substitutiven Krankenversicherung zu bestellen.

## Aufgaben in Deutschland
Hauptaufgabe des Verantwortliche Aktuars ist es, die sachverständige Berechnung der Deckungsrückstellung nach den handelsrechtlichen Vorschriften und die Vereinbarung ausreichender Versicherungsbeiträge nach den gesetzlichen Vorschriften sicherzustellen und Vorschläge zu einer angemessenen Überschussbeteiligung zu machen. Er bestätigt die korrekte Ermittlung der Deckungsrückstellung unter der Bilanz.
Dabei hat der Verantwortliche Aktuar sicherzustellen, dass bei der Berechnung der Beiträge und der Deckungsrückstellungen die einschlägigen gesetzlichen Bestimmungen eingehalten werden. Die gilt nicht für Sterbekassen und „regulierte Pensionskassen“ (gemäß § 233 VAG), da in diesen die Kalkulation durch den genehmigten Geschäftsplan abschließend vorgegeben ist.
Er muss die Finanzlage des Versicherers daraufhin prüfen, ob die Verpflichtungen aus den Versicherungsverträgen dauerhaft erfüllt werden können und ob ausreichende Eigenmittel in Höhe der Solvabilitätsspanne vorhanden sind. Er hat unter der Bilanz zu bestätigen, dass die Deckungsrückstellung gemäß den einschlägigen gesetzlichen Bestimmungen gebildet ist (versicherungsmathematische Bestätigung). Bei Sterbekassen und regulierten Pensionskassen ist zu bestätigen, dass die Deckungsrückstellung dem genehmigten Geschäftsplan entspricht.
Der Verantwortliche Aktuar hat in einem Bericht an den Vorstand („Aktuarbericht“) zu erläutern, welche Kalkulationsansätze und Annahmen dieser Bestätigung zugrunde liegen. Dies gilt nicht für Krankenversicherungen und regulierte Pensions- und Sterbekassen.
Bei diesen Unternehmen kann der Verantwortliche Aktuar die Rechnungsgrundlagen nicht „frei“ bestimmen: In der Krankenversicherung beruhen die Grundlagen der Bestimmung der Deckungsrückstellung auf Rechtsvorschriften. Die Kalkulation der regulierten Pensions- und Sterbekassen ist durch den Geschäftsplan festgelegt.
Stellt der Verantwortliche Aktuar fest, dass er die Bestätigung nicht oder nur eingeschränkt abgeben kann, so hat er den Vorstand und gegebenenfalls die Aufsichtsbehörde zu unterrichten. Dies gilt besonders für Tatsachen, die die Entwicklung oder den Bestand des Unternehmens wesentlich beeinträchtigen oder gefährden können. Der Verantwortliche Aktuar hat dem Vorstand Vorschläge für eine angemessene Überschussbeteiligung der überschussberechtigten Verträge zu machen. Dies gilt nicht für die Krankenversicherung.

## Einordnung des Verantwortlichen Aktuars in die Hierarchie des Versicherers in Deutschland
Mit der Position des Verantwortlichen Aktuars ist keine bestimmte Position in der Unternehmenshierarchie verbunden. Bei größeren Versicherern ist er regelmäßig Angestellter des Unternehmens. Oft ist er Vorstandsmitglied oder leitet die Abteilung Aktuariat, in welcher versicherungsmathematische Fragen bearbeitet werden. In einzelnen Fällen beschränken sich seine Aufgaben ausschließlich auf die gesetzliche Rolle. Kleine Versicherer, z. B. viele betriebliche Pensionskassen, verfügen über kein eigenes Aktuariat. Hier stellt in der Regel das externe Gutachterbüro, das für den Versicherer tätig ist, den Verantwortlichen Aktuar. In allen Fällen ist er gesetzlich verpflichtet, seine Aufgaben als Verantwortlicher Aktuar unabhängig von seinen sonstigen Pflichten auszuführen. Im Rahmen der Ausführung dieser Aufgaben ist er nicht an Weisungen gebunden, auch nicht seitens der Unternehmensführung oder seines sonst für ihn zuständigen Vorgesetzten.

## Berufsständische Organisationen
Verantwortliche Aktuare sind oft, falls dies nicht sogar in dem betreffenden Land obligatorisch ist, Mitglieder in nationalen Berufsvereinigungen, zum Beispiel in der Deutschen Aktuarvereinigung (DAV) e. V., der  Schweizerischen Aktuarvereinigung (SAV) oder der Aktuarvereinigung Österreichs (AVÖ). Die nationalen Berufsvereinigungen bzw. besondere Organisationen erlassen oft Regelungen oder Standards als Grundlagen für die Tätigkeit der Verantwortlichen Aktuare zusätzlich zu den gesetzlichen Regelungen.